# Pazinština
Pazinština je zemljopisno-povijesni naziv središnjega dijela Istre. Površine je oko 320 km četvornih.
Čine ju Grad Pazin, općine Gračišće, Cerovlje, Sv. Petar u Šumi,  Karojba i Motovun. Glavno naselje u Pazinštini je Pazin. Pazinština se prostire oko toka Pazinčice i njezina ponora (Pazinska jama). Povijesno je gotovo identičnih granica s Pazinskom knežijom, osim područja Karojbe i Motovuna.
Reljefno je brdovit kraj. Geološki ovo je krški reljef na vapnenačkoj podlozi i crvenici južno od Pazina (Stari Pazin, Sv. Petar u Šumi). Na jugoistoku je prijelazno područje (Lindar, Gračišće i Pićan). Na sjeveroistoku je područje Fojbe i Borutskoga potoka s pritocima (Novaki Pazinski, Cerovlje, Borut, Gologorica) je flišno i slijevno. Sjeverno i zapadno od Pazina (Grdoselo, Kašćerga, Kršikla, Beram, Trviž, Karojba, Motovun) je brdovito flišno područje. 
Biljni pokrov i klima su uglavnom kontinentalni. Na rubnim područjima na zapadu i jugozapadu je sredozemni utjecaj. 
Pazinština je u zemljopisnom središtu Istre zbog čega se na njoj križaju sve povijesne prometnice, osobito one iz zapadne i južne Istre vodile ka zaleđu. Pravcem od sjeveroistoka (Buzeština) ka jugu (Puljština) s povezala ju je željeznička pruga. Trasa današnje glavne cestovne prometnice istarskog poluotoka, Istarski ipsilon, većinom ide uz tu prugu, to jest njen istočni krak.
Važne gospodarske grane su poljodjelstvo, vinogradarstvo, voćarstvo. U riječnim i potočnim dolinama ekstenzivno poljodjelstvo. Razvitkom industrijske proizvodnje razvilo se peradarstvo. Glavna gospodarska središta su Pazin, Katun i Trviž. Zbog kasnijeg razvitka turizma nije bilo prekomjerne gradnje. Danas na važnosti dobiva ruralni turizam.
Crkveno je zapad pripadao porečkoj biskupiji, a istočni pićanskoj biskupiji. Granice su pomaknute usklađivanjem s državnim granicama.
Stanovništvo su većinom Hrvati još od ranog srednjeg vijeka. Višekratno naseljavano novim stanovništvom poput Buzeštine. Novi stanovnici uglavnom su bili hrvatski izbjeglice pred Osmanlijama iz Bosne. Manji udio činili su doseljenici iz Italije. Usprkos djelomičnoj talijanizaciji, Pazin je bio jezgrom hrvatskog preporoda. Seoski kraj sačuvao je hrvatskiduh. 
Nakon dvaju svjetskih ratova znatno je iselilo urbano stanovništvo. Veliko smanjenje broja stanovnika imalo je korijene u bijegu od kolektivizacije, neimaštine te želja za boljim životom. 